# Pseudaspidinae
Pseudaspidinae је мала подфамилија lamprophiida.

## Ареал
Настањују подручја јужне Африке.

## Родови
Садржи два рода и укупно две врсте.
- Pseudaspis Fitzinger, 1843
- Pythonodipsas Günther, 1868